# すごいかもしれん
『すごいかもしれん』は、2022年9月28日にTEPPAN MUSICより発売されたベリーグッドマンのメジャー7枚目、通算10枚目のオリジナル・アルバム。[初回限定盤]と[通常盤]の2種類発売。品番は[初回限定盤]CRCP-40648、[通常盤]CRCP-40649。

## 概要
- アルバムのジャケットは、『必ず何かの天才』同様HiDEXが制作し、通常盤は似顔絵風、限定盤はマンガタッチにMOCAは少年マンガ風、Roverは少女マンガ風、HiDEXは戦隊モノ風に描いている[1]。
- 限定盤には「超好感祭2022 〜史上最強のビーチパーティー編〜」のダイジェスト映像にアクセスできるM-CARD付き。
- オリコンチャートは最高順位17位、登場回数2週を獲得[2]。
- 前作デジタル配信EP『チョベリグ』収録の「Nice Bokeh」のミュージックビデオを関西サイクルスポーツセンターで撮影した縁で、2022年10月より同社のCMにメンバーが出演し「すごいかもしれん」がCMソングとして使用された。
- 「すごいかもしれん」をローマ字にすると『SUGOIKAMOSHIREN』甲子園の文字が隠されている。これはアルバム発売後の11月14日に甲子園ライブ開催が発表された際、公式HPで公開された。

## 収録曲
| #         | タイトル                       | 作詞                  | 作曲                  | 編曲                                          | 時間  |
| --------- | ------------------------------ | --------------------- | --------------------- | --------------------------------------------- | ----- |
| 1.        | 「Intro 〜すごいかもしれん〜」 |                       |                       |                                               | 1:07  |
| 2.        | 「Together」                   | ベリーグッドマン      | ベリーグッドマン      | HiDEX                                         | 3:15  |
| 3.        | 「いい気分」                   | ベリーグッドマン      | ベリーグッドマン      | Nagacho、HiDEX                                | 3:09  |
| 4.        | 「雑草」                       | ベリーグッドマン      | ベリーグッドマン      | HiDEX                                         | 4:39  |
| 5.        | 「すごいかもしれん」           | ベリーグッドマン      | ベリーグッドマン      | YUTA（マエノミドリ）、 大志（スメルノマニア） | 2:51  |
| 6.        | 「トリトマ」                   | ベリーグッドマン      | ベリーグッドマン      | HiDEX                                         | 3:39  |
| 7.        | 「君がいない帰り道は」         | ベリーグッドマン      | ベリーグッドマン      | HiDEX                                         | 2:40  |
| 8.        | 「流レ星」                     | NAO、ベリーグッドマン | NAO、ベリーグッドマン | NAO                                           | 4:20  |
| 9.        | 「Amazing」                    | ベリーグッドマン      | ベリーグッドマン      | ROVER（ROYALcomfort）                         | 2:56  |
| 10.       | 「花束」                       | ベリーグッドマン      | ベリーグッドマン      | HiDEX                                         | 4:31  |
| 11.       | 「Mic」                        | ベリーグッドマン      | ベリーグッドマン      | HiDEX                                         | 3:58  |
| 合計時間: | 合計時間:                      | 合計時間:             | 合計時間:             | 合計時間:                                     | 37:05 |

初回限定盤 M-CARD
- 「LIVE Select from 超好感祭2022 〜史上最強のビーチパーティー編〜 at SENNAN LONG PARK」

## ライナーノーツ
- 「Together」
  - RoverとHiDEXがベリーグッドマン結成前に組んでいた『Roofy』で歌っていた曲をリメイクした[3]。
  - トラックはHiDEXが作ったものだがリメイク時に過去のデータが見つからず「こら作らなヤバい」と思い作り直した[3]。
- 「いい気分」
  - Def TechのプロデューサーNagachoとHiDEXの共同アレンジ[3]。
  - Def TechのMicroが大阪に来たときにNagachoもおり、MicroがNagachoに「ヒデと一緒に曲作ったら？」と提案。Nagachoは最初はあまり乗り気ではなさそうな感じだったが、作ってるうちにガッチリはまってきて、「こんなんどうすか？」「あ、それいいね！」みたいに興奮してずっと立ったまま作り、ある程度固まったので、一旦RoverとMOCAに音源を送ってその日の作業を終えたが、次の日HiDEXがスタジオに行ったらもう完成形のギターが録音されていた。「プロ中のプロはやっぱすごいな。このスピード感とこのクオリティで上げてくれるんだ」と感動したとHiDEXはインタビューでコメントしている[3]。
  - HiDEXはインタビューでRoverとMOCAには言ってなかったが「Nagachoとエッセンスを1番、2番で分けましょうか」みたいな話をして、1番はHiDEXのピアノ中心で、2番はNagachoのギターだけにしたと告白している[3]。
- 「雑草」
  - メンバー3人で2022年6月に「とにかく1曲生み出そう」ということで、淡路島の一軒家を2泊3日で借りて、リビングにスピーカーとかマイクとかピアノをセッティングした合宿でできた曲[4]。
  - MOCAが「泥臭い曲がいい」とHiDEXがトラックを作りながら弾いているピアノを聞く中、Roverの後ろを見たら、めちゃめちゃ雑草が生えていて「『雑草』ってどう？」と言ったら「うん。『雑草』やな」とすんなり決まった。
  - ミュージックビデオは大阪能勢町の球場を使用しており[4]、Roverが撮影指揮をとっている[1]。
  - ピアノ演奏はレディー・ガガが認めるKIMIKAのバンドマスターを務める久光力[5]。
- 「すごいかもしれん」
  - アルバム制作時メンバー間で流行っていた言葉で、これがアルバムタイトルになれば面白いかもと付けられた[3]。
  - 「すごいかもしれん」のトラックはマエノミドリのYUTAがインスタのストーリーに上げてたが元になっており、MOCAがめっちゃいい感じだったから「くれ」って言ったら本当にくれて、その時はワンフレーズ分しかなかったのが、次の日にはフルで組んでおり、メンバーに聴いてもらったら「アルバムのタイトル曲で行けそうやな」と決まった[3]。
- 「トリトマ」
  - 花の名前であり、花言葉が「恋するつらさ」「あなたを思うと胸が痛む」である[4]。
  - 歌詞の「とりとめのない いま」にも言葉がかかっている。
- 「流レ星」
  - RoverとHiDEXがベリーグッドマン結成前に組んでいた『Roofy』で歌っていた曲をリメイクした[3]。
  - 同じくミュージシャンであるHiDEXの兄NAOと共作した曲で[3]、「I just sing for you」のBメロはもともとNAOが歌っていた[1]。
- 「花束」
  - もともと【"もっと てっぺんとるぞ宣言"ツアー2019 「 i AM the BEST 」】にてRoverのソロ曲として披露されていた曲。
  - Roverの先輩が結婚するときにプロポーズで花束を渡したエピソードから作られた曲だが、ファンからの要望が多く今回リメイクされた[6]。
  - ミュージックビデオは「雑草」と同じくRoverが撮影指揮[1]。
  - 「雑草」と同じくピアノ演奏は久光力が担当[5]。

## タイアップ
| いい気分         | 日本テレビ『スッキリ』2022年9月度エンディングテーマ           |
| 雑草             | 朝日放送ラジオ『ABCフレッシュアップベースボール』テーマソング |
| すごいかもしれん | 『関西サイクルスポーツセンター』CMソング（メンバー出演）      |

## プロ野球選手登場曲一覧
- 雑草
  - 阪神タイガース - 中野拓夢（2022年 - ）
  - 広島東洋カープ - 小園海斗（2022年 - ）
  - 東北楽天ゴールデンイーグルス - 渡邊佳明（2022年 - ）
  - 福岡ソフトバンクホークス - 正木智也（2022年 - ）